# Gorafe
Gorafe – gmina w Hiszpanii, w prowincji Grenada, w Andaluzji, o powierzchni 77,05 km². W 2011 roku gmina liczyła 461 mieszkańców.
Miasto położone jest nad brzegiem rzeki Gor, obok bardzo stromego obszaru złożonego z konglomeratów.